# بيدرو دانيال إسترادا
بيدرو دانيال إسترادا (بالإسبانية: Daniel Estrada)‏ مواليد 4 مايو 1985 في مدينة مكسيكو، المكسيك، هو ملاكم محترف مكسيكي يصنف ضمن فئة الوزن الخفيف.

## إحصائيات
خاض خلال مسيرته 37 نزالا، فاز في 32 وتعادل في 1 وخسر في 4. فاز بالضربة القاضية في 24 نزالا.

## روابط خارجية
- بيدرو دانيال إسترادا على موقع بوكس ريك (الإنجليزية) (registration required)